# Rodinný dům Františka Beneše
Rodinný dům Františka Beneše je srubová stavba z let 1921–1922 ve vilové čtvrti Plzeň - Lochotín.

## Historie
Investorem domu byl stavitel a architekt František Beneš, který sám zpracoval také architektonický návrh domu. Stavbu samotnou pak realizoval stavitel Václav Drnec.
Plány domu jsou datovány 31. srpnem 1921, realizace stavby pak proběhla v období říjen 1921 – srpen 1922.
Stavba se hlásí ke stylu lidové chalupy. Tento styl nabyl na popularitě po vzniku ČSR roku 1918, kdy představoval návrat k původním, tradičním hodnotám. Lidovým uměním je v případě tohoto domu inspirován nejen exteriér, ale i mnohé prvky interiéru.
Malý byt, které se nacházel spolu s prádelnou a sklepy ve zvýšeném suterénu, byl v roce 1971 upraven na dvě garáže.
Dům byl roku 2001 prohlášen kulturní památkou a v současnosti (2020) není využíván.

## Architektura
Jedná se o samostatně stojící objekt o zvýšeném suterénu a přízemí, krytý sedlovou střechou s polovalbami ve štítech. Dům má zděný sokl (kyklopské zdivo) do výšky zvýšeného suterénu, přízemí má dřevěný roubený plášť (jedná se o obklad zděné konstrukce), štíty jsou prkenné a jsou v nich umístěny lodžie s vyřezávanými sloupky. Okna i dveře mají dřevěné, ozdobně vyřezávané šambrány. Střecha byla původně kryta dřevěnými šindeli, dnes je z eternitových šablon. V hřebeni střechy je vsazena zdobná korouhev.
Mezi zajímavé prvky interiéru patří např. pohledový dřevěný trámový strop v hale, různobarevné kazetové dveře s malovaným dekorem zřejmě od malíře Bohumila Krse, stropní štuková zrcadla od sochaře Otokara Waltera nebo kachlová kamna v podkrovní místnosti.